# SC Heerenveen
Sportclub Heerenveen (phát âm tiếng Hà Lan: [ˈspɔrtklʏp ˌɦeːrə(ɱ)ˈveːn]; Tiếng Tây Frisia: Sportklub It Hearrenfean) là câu lạc bộ bóng đá Hà Lan có trụ sở tại Heerenveen. Đội hiện đang chơi ở Eredivisie, giải đấu hàng đầu của bóng đá Hà Lan.

## Lịch sử
Sportclub Heerenveen được thành lập vào ngày 20 tháng 7 năm 1920 tại thị trấn Heerenveen, Friesland, với tên Athleta. Nó đã đổi tên hai lần, lần đầu tiên thành Spartaan và sau đó thành v.v. Heerenveen vào năm 1922.  Trong khi Hà Lan bị Đức chiếm đóng, Heerenveen đã giành được ba chức vô địch Bắc Hà Lan liên tiếp, và sau khi Thế chiến II kết thúc, câu lạc bộ này đã giành được danh hiệu tương tự sáu lần liên tiếp; sự thống trị của câu lạc bộ một phần được gán cho sự hiện diện của Abe Lenstra.  Trong giai đoạn này, Lenstra đã dẫn dắt Heerenveen đến một chiến thắng nổi tiếng trước Ajax trong một trong những trận đấu được chú ý nhất trong lịch sử bóng đá nội địa Hà Lan. Bị dẫn trước 5-1 với 25 phút còn lại, đội bóng  đã kiên cường chiến đấu để giành chiến thắng 6-5 chung cuộc.
Trong những năm 1950, sự thống trị tầm khu vực của Heerenveen giảm dần và sau khi bóng đá Hà Lan chuyển sang chuyên nghiệp Lenstra rời khỏi đội để tham gia Câu lạc bộ thể thao Enschede, trước khi câu lạc bộ mà anh rời đi đã xuống hạng hai Tweede Divisie. Đến cuối thập kỷ, Heerenveen đã rơi xuống hạng Eerste Divisie, nhưng sau đó lại tiếp tục xuống hạng một lần nữa.  Vào năm 1969, 1970, câu lạc bộ này đã giành được chức vô địch Tweede Divisie để trở lại Eerste Divisie và trong hai mùa trong thập niên 1970, câu lạc bộ đã gần đạt được sự thăng hạng cho giải ngoại hạng Eredivisie.  Đến năm 1974, câu lạc bộ gặp rắc rối về tài chính và để đảm bảo sự tồn tại của nó, nó đã được chia thành các bộ phận nghiệp dư và chuyên nghiệp, phần chuyên nghiệp được đổi tên thành sc Heerenveen.
Trong những năm 1980, Heerenveen hai lần thực hiện các trận playoff thăng hạng, nhưng đều không thành công trong cả hai lần. Cuối cùng câu lạc bộ đã được thăng hạng Eredivisie vào năm 1990, trở thành câu lạc bộ Frisian đầu tiên đạt đến cấp cao nhất, với thất bại của người hàng xóm gần Cambuur. Thành tích có được này là nhờ huấn luyện viên Frisian Foppe de Haan. Mùa giải đầu tiên của Heerenveen ở giải đấu hàng đầu của Hà Lan hoàn toàn không thành công và nó đã bị xuống hạng, trước khi trở lại vào năm 1993, mặc dù họ đã lọt vào trận chung kết của KNVB Cup khi vẫn còn là một câu lạc bộ Eerste Divisie.  Sau khi trở thành một câu lạc bộ hàng đầu, Heerenveen chuyển đến một sân vận động mới, được đặt theo tên của cầu thủ nổi tiếng nhất của họ, Abe Lenstra Stadion và lọt vào trận chung kết Cúp KNVB lần thứ hai.  Trận bán kết năm 1998 trong cuộc thi cúp đội bóng đã thua Ajax. Bởi vì Ajax và đội vào chung kết khác, PSV, đều có đủ điều kiện vào chơi trận chung kết cúp, nên một trận đấu quyết định là cần thiết để giành quyền chơi Cup C2 mùa tới. Heerenveen đã phải thi đấu với đội thua trận bán kết khác, Twente. Heerenveen thắng trận đấu đó trong đó Ruud van Nistelrooy ghi bàn thắng cuối cùng cho Heerenveen. Trận đấu kết thúc với tỷ số 3-1.
Heerenveen trở thành đối thủ cạnh tranh thường xuyên tại UEFA Cup, vào năm 1999-2000 đã đứng thứ hai tại Eredivise, thành tích cao nhất từ trước đến nay và đủ điều kiện tham dự UEFA Champions League 2000-2001.
Câu lạc bộ được lãnh đạo từ năm 1983 đến tháng 9 năm 2006 bởi chủ tịch Riemer van der Velde, nhiệm kỳ dài nhất của bất kỳ chủ tịch nào với một câu lạc bộ chuyên nghiệp ở Hà Lan. Theo kết quả các quá trình chuyển gần đây bao gồm Klaas-Jan Huntelaar, Afonso Alves, Michael Bradley, Miralem Sulejmani, Petter Hansson và Danijel Pranjic (và các cầu thủ trước đó như Jon Dahl Tomasson, Marcus Allbäck, Erik Edman, Ruud van Nistelrooy, Igor Korneev và Daniel Jensen), Heerenveen là một trong những câu lạc bộ Eredivisie an toàn nhất về tài chính. Một báo cáo năm 2010 của hiệp hội bóng đá Hà Lan cho thấy Heerenveen là câu lạc bộ Eredivisie duy nhất có ngân sách an toàn về tài chính. Dưới nhiệm kỳ của Trond Sollied, Heerenveen đã giành được Cúp KNVB đầu tiên, cũng là chiếc cúp lớn đầu tiên. Trond Sollied sau đó đã bị sa thải vào ngày 31 tháng 8 năm 2009 do mở đầu mùa giải yếu kém và mâu thuẫn với hội đồng quản trị.
Vào ngày 17 tháng 5 năm 2009, câu lạc bộ đã đánh bại Twente 5-4 trong loạt sút luân lưu để giành Cup Hà Lan lần đầu tiên sau trận hòa 2-2 trong trận chung kết, với Gerald Sibon ghi bàn thắng quyết định. Vào ngày 13 tháng 2 năm 2012, Marco van Basten thay thế Ron Jans, người đã dẫn dắt Heerenveen trong hai năm, với tư cách là huấn luyện viên đội bóng cho mùa giải 2012-13.

## Cầu thủ

### Đội hình hiện tại
Tính đến ngày 2/9/2024.
Ghi chú: Quốc kỳ chỉ đội tuyển quốc gia được xác định rõ trong điều lệ tư cách FIFA. Các cầu thủ có thể giữ hơn một quốc tịch ngoài FIFA.
| Số | VT | Quốc gia | Cầu thủ                            |
| -- | -- | -------- | ---------------------------------- |
| 2  | HV | Hà Lan   | Denzel Hall                        |
| 4  | HV | Hà Lan   | Sam Kersten                        |
| 5  | HV | Ba Lan   | Paweł Bochniewicz                  |
| 6  | TV | Đức      | Amara Condé                        |
| 7  | TĐ | Suriname | Ché Nunnely                        |
| 8  | TV | Hà Lan   | Luuk Brouwers (đội trưởng)         |
| 9  | TĐ | Na Uy    | Daniel Karlsbakk                   |
| 10 | TV | Maroc    | Ilias Sebaoui (mượn từ Feyenoord)  |
| 11 | TĐ | Đức      | Mats Köhlert                       |
| 13 | TM | Hà Lan   | Mickey van der Hart                |
| 14 | TV | Hà Lan   | Levi Smans                         |
| 15 | HV | Iraq     | Hussein Ali                        |
| 17 | HV | Na Uy    | Nikolai Hopland (mượn từ Aalesund) |
| 18 | TĐ | Moldova  | Ion Nicolaescu                     |

| Số | VT | Quốc gia  | Cầu thủ            |
| -- | -- | --------- | ------------------ |
| 19 | TV | Thụy Điển | Simon Olsson       |
| 20 | TĐ | Đan Mạch  | Jacob Trenskow     |
| 21 | TV | Hà Lan    | Espen van Ee       |
| 22 | TM | Hà Lan    | Bernt Klaverboer   |
| 23 | TM | Hà Lan    | Jan Bekkema        |
| 24 | TĐ | Iraq      | Danilo Al-Saed     |
| 26 | TĐ | Hà Lan    | Dimitris Rallis    |
| 27 | HV | Serbia    | Mateja Milovanović |
| 28 | TV | Hà Lan    | Melle Witteveen    |
| 35 | TV | Hà Lan    | Ties Oostra        |
| 39 | TV | Hà Lan    | Isaiah Ahmed       |
| 44 | TM | Hà Lan    | Andries Noppert    |
| 45 | HV | Na Uy     | Oliver Braude      |

### Cho mượn
Ghi chú: Quốc kỳ chỉ đội tuyển quốc gia được xác định rõ trong điều lệ tư cách FIFA. Các cầu thủ có thể giữ hơn một quốc tịch ngoài FIFA.
| Số | VT | Quốc gia | Cầu thủ |
| -- | -- | -------- | ------- |

## Các cựu cầu thủ đáng chú ý
Những cầu thủ được liệt kê dưới đây đã có thi đấu quốc tế giải trẻ và/hoặc giải chính thức cho các quốc gia tương ứng trước, trong khi và/hoặc sau khi chơi tại Heerenveen.
- Raphael Bove
- Thomas Prager
- Sven Kums
- Brian Vandenbussche
- Afonso Alves
- Ivan Tsvetkov
- Tristan Borges
- Rob Friend
- Will Johnson
- Cecilio Lopes
- Danijel Pranjić
- Martin Lejsal
- Michal Papadopulos
- Michal Švec
- Kristian Bak Nielsen
- Daniel Jensen
- Allan K. Jepsen
- Hjalte Nørregaard
- Marc Nygaard
- Jakob Poulsen
- Lasse Schöne
- Ole Tobiasen
- Jon Dahl Tomasson
- Sergei Mošnikov
- Hannu Haarala
- Mika Nurmela
- Juska Savolainen
- Niklas Tarvajärvi
- Mika Väyrynen
- Mark Uth
- Matthew Amoah
- Georgios Samaras
- Lesly Fellinga
- Arnór Smárason
- Alfred Finnbogason
- Reza Ghoochannejhad
- Bonaventure Kalou
- Yuki Kobayashi
- Arbër Zeneli
- Mile Krstev
- Goran Popov
- Oussama Assaidi
- Ali Elkhattabi
- Abdelkarim Kissi
- Khalid Sinouh
- Oussama Tannane
- Hakim Ziyech
- Mario Been
- Roy Beerens
- Paul Bosvelt
- Arnold Bruggink
- Jerry de Jong
- Romano Denneboom
- Bas Dost
- Germ Hofma
- Klaas-Jan Huntelaar
- Daryl Janmaat
- Kees Kist
- Martin Koeman
- Abe Lenstra
- Henny Meijer
- Luciano Narsingh
- Victor Sikora
- Jeffrey Talan
- Henk Timmer
- René van der Gijp
- Ruud van Nistelrooy
- Uğur Yıldırım
- Emmanuel Ebiede
- Henry Onwuzuruike
- Daniel Berg Hestad
- Tarik Elyounoussi
- Christian Grindheim
- Thomas Holm
- Martin Ødegaard
- Radosław Matusiak
- Arkadiusz Radomski
- Tomasz Rząsa
- Ioan Andone
- Rodion Cămătaru
- Florin Constantinovici
- Dumitru Mitriță
- Igor Korneev
- Filip Đuričić
- Igor Đurić
- Miralem Sulejmani
- Hans Vonk
- Marcus Allbäck
- Erik Edman
- Viktor Elm
- Petter Hansson
- Lasse Nilsson
- Stefan Selaković
- Michael Bradley
- Robbie Rogers
- Radoslav Samardžić
- Đoàn Văn Hậu

## Lịch sử huấn luyện viên
- Không có huấn luyện viên chính thức (1920–30)
- Sjoerd van Zuylen (1930–32)
- Sid Castle (1932)
- Otto Pinter (1932–33)
- Dirk Steenbergen (1934)
- Theo Eikenaar (1934–36)
- Sid Castle (1936–38)
- Piet Smit (1938–39)
- Anton Dalhuysen (1939–45)
- Otto Bonsema (1945)
- Abe Lenstra (1946–47)
- Piet van der Munnik (1947–51)
- Bob Kelly (1951–55)
- Volgert Ris (1955–58)
- Siem Plooijer (1958–61)
- Arie de Vroet (1961–63)
- Evert Mur (1963–65)
- László Zalai (1965–66)
- Ron Groenewoud (1966–67)
- Evert Teunissen (1967–69)
- Bas Paauwe Jr. (1969–71)
- Meg de Jongh (1971–73)
- Laszlo Zalai (1973–78)
- Jan Teunissen (1978–80)
- Hylke Kerkstra (interim) (1980)
- Henk van Brussel (1980–85)
- Foppe de Haan (1985–88)
- Ted Immers (1988–89)
- Ab Gritter (1989–90)
- Fritz Korbach (1 tháng 7 năm 1990 – 30 tháng 6 năm 1992)
- Foppe de Haan (18 tháng 10 năm 1992 – 30 tháng 6 năm 2004)
- Gertjan Verbeek (1 tháng 7 năm 2004 – 30 tháng 6 năm 2008)[7]
- Trond Sollied (1 tháng 7 năm 2008 – 31 tháng 8 năm 2009)
- Jan de Jonge (31 tháng 8 năm 2009 – 3 tháng 2 năm 2010)
- Jan Everse (int.) (5 tháng 2 năm 2010 – 30 tháng 6 năm 2010)
- Ron Jans (1 tháng 7 năm 2010 – 30 tháng 6 năm 2012)
- Marco van Basten (1 tháng 7 năm 2012 – 30 tháng 6 năm 2014)
- Dwight Lodeweges (1 tháng 7 năm 2014 – 20 tháng 10 năm 2015)
- Foppe de Haan (int.) (20 tháng 10 năm 2015 – 30 tháng 6 năm 2016)
- Jurgen Streppel (1 tháng 7 năm 2016 – 30 tháng 6 năm 2018)
- Jan Olde Riekerink (1 tháng 7 năm 2018 – 10 tháng 4 năm 2019)
- Johnny Jansen (10 tháng 4 năm 2019 –)

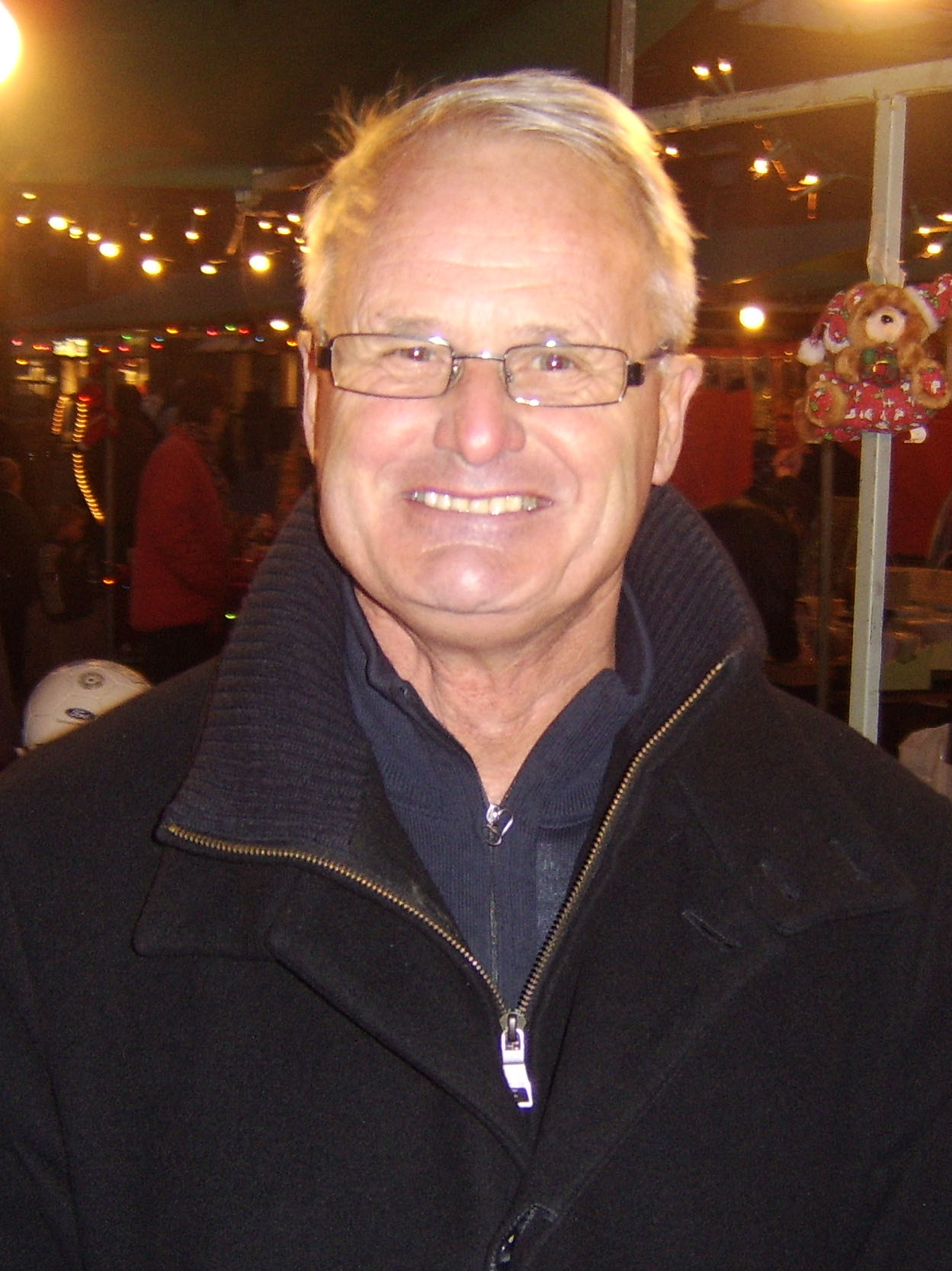
Foppe de Haan – từ 1992 đến 2004 và từ 2015 đến 2016 (int.).